# سیارک ۲۱۱۶۱۳
سیارک ۲۱۱۶۱۳ (به انگلیسی: 211613 Christophelovis، نامگذاری:2003UB30) دویست و یازده هزار و ششصد و سیزدهمین سیارک کشف شده‌است که در ۲۵ اکتبر ۲۰۰۳ کشف شد.